# Bundesstraße 193
Pour les articles homonymes, voir B193 et Route 193.
La Bundesstraße 193 est une Bundesstraße du Land de Mecklembourg-Poméranie-Occidentale.

## Géographie
La Bundesstraße 193 est seulement dans l'arrondissement du Plateau des lacs mecklembourgeois. Elle part de la Bundesstraße 192 à environ un kilomètre à l'ouest du centre-ville de Penzlin. Sur huit kilomètres jusqu'à Brustorf, la B 193 a une allée de tilleuls. La route principale passe par le Klein Vielener See, dont la rive nord forme la frontière entre l'Amt Penzliner Land et l'Amt Neustrelitz-Land. Au sud de Brustorf, la route traverse une forêt dont l'extrémité est ouverte en 1886 par la ligne de Neustrelitz à Warnemünde. Au sud de la voie ferrée, la B 193 est la limite orientale du parc national de la Müritz  qui se termine à la périphérie de Neustrelitz. La route continue en tant que voie de contournement jusqu'à l'intersection avec la Bundesstraße 96, qui forme la partie orientale de la voie de contournement de Neustrelitz.
La Bundesstraße 193 est utilisée à la fois par les poids lourds et par les cyclistes comme liaison nord-sud. Pour améliorer la sécurité de la circulation depuis 2001, une piste cyclable en bordure de route menant à Brustorf et utilisant la bande de protection contre les incendies de forêt existante est en cours de planification. En automne 2005, une première section était terminée.

## Histoire
La chaussée entre Neustrelitz et Penzlin est posée en 1858. Vers 1937, elle prend le nom de Reichsstraße 193.

## Source
- (de) Cet article est partiellement ou en totalité issu de l’article de Wikipédia en allemand intitulé « Bundesstraße 193 » (voir la liste des auteurs).